# 대한민국 제19대 대통령 선거 울산광역시
이 문서는 대한민국 제19대 대통령 선거의 울산광역시 지역 개표 결과이다.

## 개표 결과

### 중구
|  | 36.25% |

|  | 30.47% |

|  | 16.93% |

|  | 7.93% |

|  | 7.87% |

|  | 0.11% |

|  | 0.10% |

|  | 0.08% |

|  | 0.07% |

|  | 0.06% |

|  | 0.03% |

|  | 0.03% |

|  | 0.01% |

### 남구
|  | 36.89% |

|  | 28.96% |

|  | 17.85% |

|  | 8.47% |

|  | 7.35% |

|  | 0.11% |

|  | 0.10% |

|  | 0.06% |

|  | 0.05% |

|  | 0.04% |

|  | 0.03% |

|  | 0.01% |

|  | 0.01% |

### 동구
|  | 41.42% |

|  | 21.85% |

|  | 17.78% |

|  | 10.68% |

|  | 7.68% |

|  | 0.14% |

|  | 0.12% |

|  | 0.09% |

|  | 0.07% |

|  | 0.04% |

|  | 0.03% |

|  | 0.03% |

|  | 0.01% |

### 북구
|  | 42.53% |

|  | 21.73% |

|  | 16.43% |

|  | 10.55% |

|  | 8.17% |

|  | 0.13% |

|  | 0.11% |

|  | 0.11% |

|  | 0.06% |

|  | 0.04% |

|  | 0.03% |

|  | 0.02% |

|  | 0.01% |

### 울주군
|  | 35.75% |

|  | 31.22% |

|  | 17.41% |

|  | 8.12% |

|  | 6.85% |

|  | 0.15% |

|  | 0.12% |

|  | 0.09% |

|  | 0.07% |

|  | 0.07% |

|  | 0.03% |

|  | 0.03% |

|  | 0.03% |

## 전체 결과
|  | 38.14% |

|  | 27.46% |

|  | 17.33% |

|  | 8.38% |

|  | 8.13% |

|  | 0.12% |

|  | 0.11% |

|  | 0.08% |

|  | 0.07% |

|  | 0.05% |

|  | 0.03% |

|  | 0.02% |

|  | 0.01% |

더불어민주당 문재인 후보가 38.14%의 득표율을 기록하면서 울산광역시에서 1위를 차지했다. 이로써 민주당계 정당 후보가 울산광역시에서 승리를 거둔 최초의 일이었다.
자유한국당 홍준표 후보는 27.46%의 득표율을 기록하면서 2위를 차지했다. 홍준표 후보는 울산광역시에서 패배를 거둔 첫 보수정당 후보가 되었다.
국민의당 안철수 후보는 17.33%의 득표율로 3위를 차지했다. 안철수 후보는 20% 미만의 득표율을 기록하면서 부진했다.
정의당 심상정 후보는 8.38%의 득표율로 4위를 차지했다. 심상정 후보는 전국 평균을 상회하는 득표율을 울산광역시에서 기록하면서 선전했다.
바른정당 유승민 후보는 8.13%의 득표율로 5위에 자리했다.

### 주요 후보 결과
| 지역   | 문재인 | 문재인 | 홍준표 | 홍준표 | 안철수 | 안철수 | 유승민 | 유승민 | 심상정 | 심상정 |
| 지역   | 득표수 | 득표율 | 득표수 | 득표율 | 득표수 | 득표율 | 득표수 | 득표율 | 득표수 | 득표율 |
| ------ | ------ | ------ | ------ | ------ | ------ | ------ | ------ | ------ | ------ | ------ |
| 중구   | 56,657 | 36.25% | 47,625 | 30.47% | 26,458 | 16.93% | 12,399 | 7.93%  | 12,307 | 7.87%  |
| 남구   | 80,662 | 36.89% | 63,331 | 28.96% | 39,040 | 17.85% | 18,536 | 8.47%  | 16,078 | 7.35%  |
| 동구   | 44,931 | 41.42% | 23,701 | 21.85% | 19,290 | 17.78% | 8,337  | 7.68%  | 11,590 | 10.68% |
| 북구   | 52,058 | 42.53% | 26,596 | 21.73% | 20,115 | 16.43% | 10,004 | 8.17%  | 12,916 | 10.55% |
| 울주군 | 48,486 | 35.75% | 42,349 | 31.22% | 23,617 | 17.41% | 11,013 | 8.12%  | 9,296  | 6.85%  |

더불어민주당 문재인 후보가 울산광역시의 전 지역에서 승리를 거두었다. 특히 동구와 북구에서는 40% 이상의 득표율을 기록하면서 상대적으로 선전했다.
자유한국당 홍준표 후보는 전 지역 2위를 차지했다. 홍준표 후보는 동구와 북구에서는 상대적으로 부진했지만 중구, 울주군에서는 30% 이상의 득표율을 기록하면서 상대적으로 높은 득표율을 기록했다.
국민의당 안철수 후보는 전 지역에서 3위를 차지했다. 다만 안철수 후보는 전 지역에서 20% 득표율을 달성하지는 못했다.
정의당 심상정 후보는 중구, 남구, 울주군에서는 한 자릿수대 득표율에 머물렀다. 다만 진보정당에 대한 지지도가 높은 동구와 북구에서는 10% 이상의 득표율을 기록하면서 상당한 선전을 거두었다.
바른정당 유승민 후보는 전 지역에서 7~8%대 득표율에 머물렀다.

## 같이 보기
- 대한민국 제19대 대통령 선거